# Алас (пролив)
Ала́с (индон. Selat Alas) — пролив в акватории Малых Зондских островов между индонезийскими островами Ломбок и Сумбава.
Соединяет море Бали Тихого океана с Индийским океаном. Имеет весьма существенное значение для судоходства. Является важным районом промысла некоторых видов морепродуктов.

## Географическое положение

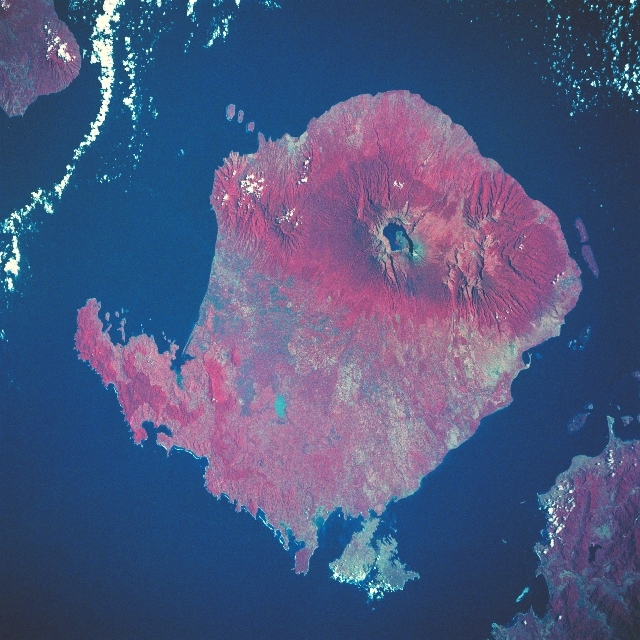
Спутниковый снимок острова Ломбок и прилегающих территорий. Пролив Алас находится в нижней правой части снимка

Алас соединяет акватории моря Бали Тихого океана, находящегося с северной стороны, и Индийского океана, расположенного с южной стороны. Протяжённость пролива с севера на юг составляет около 70 км.
Пролив проходит между индонезийскими островами Ломбок и Сумбава, первый из которых находится с западной стороны, второй — с восточной. Оба острова относятся к Малой Зондской гряде, которая, в свою очередь, входит в состав Малайского архипелага. В само́м проливе — главным образом, в северной части акватории — расположено множество мелких островов. Цепочка из нескольких островов продолговатой формы огораживает часть акватории пролива у северо-западного побережья Сумбавы. Имеются коралловые рифы.
Максимальная глубина пролива, зафиксированная в его центральной части, составляет около 180 метров. Ширина колеблется от 14 до 30 км. Сумбавское побережье пролива изрезано достаточно сильно, наиболее крупным заливом является Таливанг (индон. Teluk Taliwang), находящийся в его центральной части. Лобмокское в основном имеет достаточно ровные очертания, однако в его южной части имеется полуостров весьма сложной формы, образующий несколько глубоких заливов и бухт. С обеих сторон в пролив впадает по несколько небольших рек.
Все территории, омываемые водами пролива, входят в состав к индонезийской провинции Западные Малые Зондские острова. Ломбокское побережье и прилегающие к нему острова относятся к округу Восточный Ломбок, сумбавское побережье и прилегающие к нему острова — к округу Западная Сумбава. Все прибрежные районы довольно плотно населены, с обеих сторон имеются многочисленные населённые пункты преимущественно сельского типа.

## Природные условия

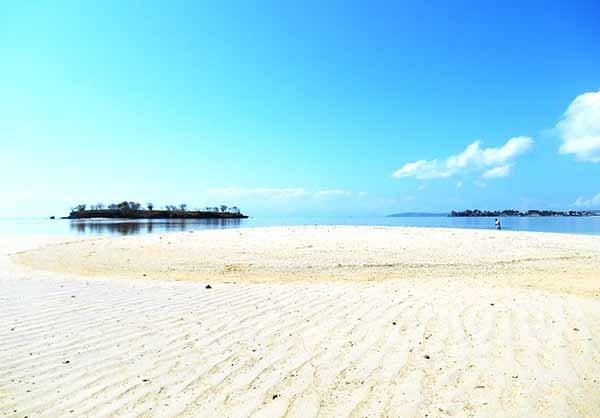
Вид на пролив Алас с небольшого острова Гили-Пасир у побережья Ломбока. Вблизи видны ещё два небольших необитаемых острова

Дно пролива частично песчаное, частично каменистое. Ломбокский берег в основном равнинный, в северной части к воде подходят склоны стратовулкана Ринджани. Сумбавское побережье преимущественно холмистое.
Среди всех проливов Малой Зондской гряды для Аласа характерны самые значительные сезонные колебания температуры воды — до 4 °C: в период северо-западных муссонов, дующих с января по март, она может достигать 29 °C, тогда как в период юго-восточных муссонов, типичных для периода с июля по сентябрь, снижается до 25 °C (для всех соседних проливов также характерны подобные колебания, однако они обычно не превышают 2,5 °C). Уровень солёности здесь, напротив, стабилен: порядка 34 ‰ круглый год, в то время, как, например, в Ломбокском проливе или проливе Бадунг этот показатель в период северо-западных муссонов составляет около 33 ‰, а в период юго-восточных повышается до 35 ‰.
Наряду с другими проливами Малой Зондской гряды Алас играет существенную роль в системе «Индонезийского потока» (англ. Indonesian Throughflow) — сложного комплекса океанских течений, перемещающих водные массы из Тихого и Индийского океанов в обоих направлениях. Конфигурация и интенсивность этих течений подвержены значительным сезонным колебаниям, однако в целом объём потока, движущегося из Тихого океана в Индийский, намного превосходит объём вод, перемещаемых в обратном направлении. Одновременно с этим в проливе наблюдаются весьма заметные приливные течения, имеющие полусуточную амплитуду. Весной, в период максимальной интенсивности здешних приливов, их скорость на отдельных участках может достигать 2 м/с.
Ихтиофауна пролива весьма богата и разнообразна, однако в результате активного рыболовства наблюдается тенденция к снижению численности многих местных биологических видов.

## Экономическое и транспортное значение

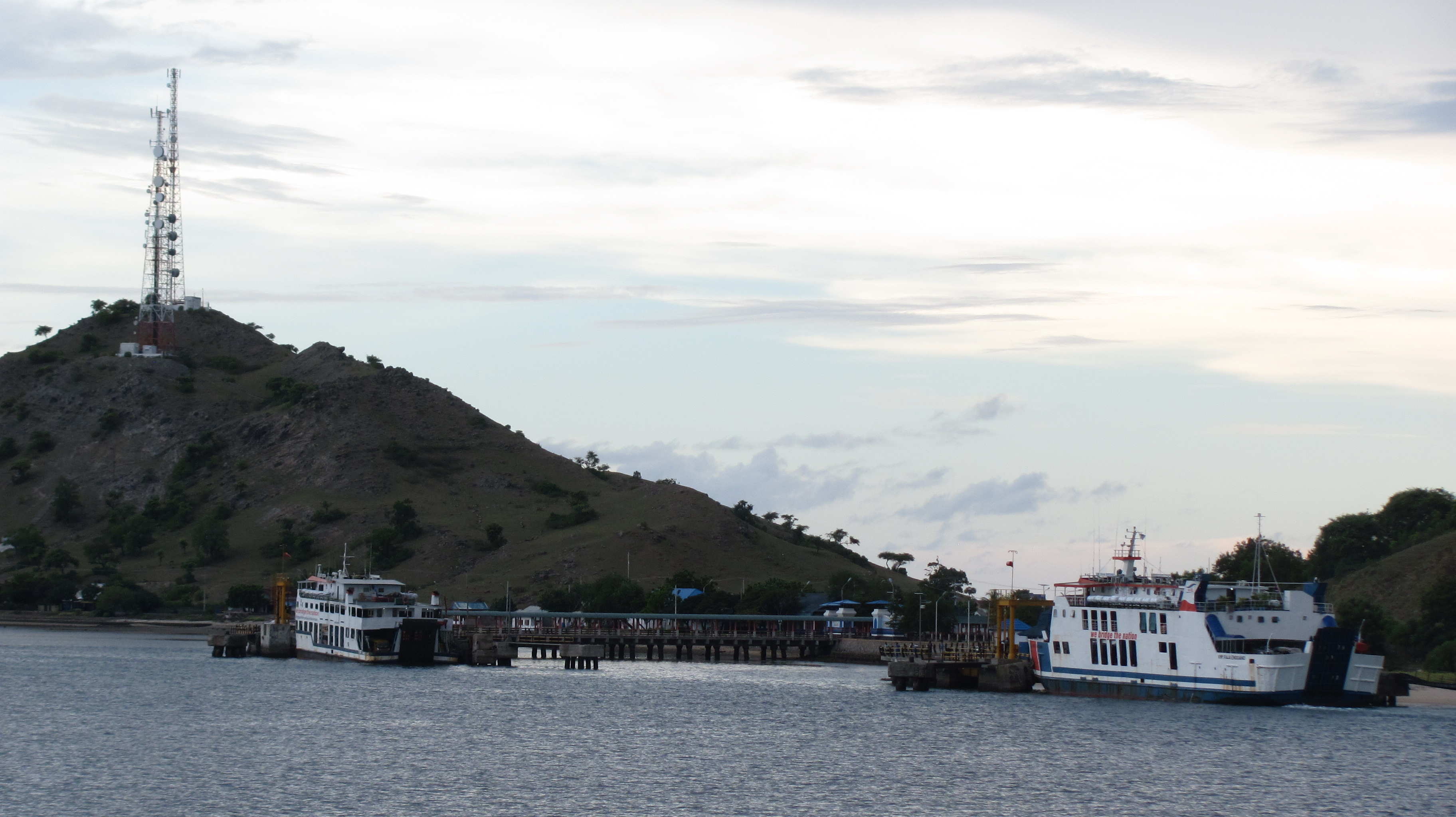
Гавань Пото-Тано, главного сумбавского порта на проливе Алас

Навигационные условия пролива Алас считаются весьма благоприятными. По некоторым соответствующим критериям он превосходит даже соседний Ломбокский пролив, являющийся главными «морскими воротами» между акваториями Тихого и Индийского океана в этом регионе, и во многих случаях мореходы отдают предпочтение именно ему. Исключение составляют суда наиболее крупного тоннажа, для которых Ломбокский пролив в силу своей глубоководности является единственным возможным маршрутом.
Через пролив налажено достаточно интенсивное судоходное и паромное сообщение. Главными портами ломбокского побережья являются Лабуан-Ломбок (индон. Labuhan Lombok) и Лабуанхаджи (индон. Labuhanhaji), сумбавского — Лабуан-Балад (индон. Labuhan Balad). Главный паромный терминал Восточного Ломбока находится в населённом пункте Каянган (индон. Kayangan), Западной Сумбавы — в Пото-Тано (индон. Poto Tano). В первой половине 2010 годов в проливе неоднократно происходили крушения судов различного класса и паромов, приводившие к человеческим жертвам. Основной причиной трагических происшествий является высокая степень износа местного морского транспорта.
Исторически в проливе Алас ведётся активная добыча многих видов рыбы и морепродуктов. В частности, во второй четверти XX века он был главным районом промышленного лова кальмаров в Индонезии. Однако с начала XXI века отмечается резкое снижение продуктивности промысла.
Исследования, проведённые в начале 2000-х годов, показали, что с учётом конфигурации и интенсивности местных приливов, а также рельефа берега и морского дна, пролив Алас является одним из наиболее перспективных мест в Индонезии для строительства приливных электростанций. Вместе с тем, практическая реализация подобных проектов требует весьма значительных капиталовложений.